# Iadgar Bagration
Iadgar ou Iedgar ou Iodigar Bagration (en géorgien : იადგარ ou იედგარ ou იოდიგარ ბაგრატიონი) est un prince géorgien de la dynastie des Bagrations ayant vécu au XIIIe siècle.

## Biographie
Iadgar Bagration est probablement né après 1277. Il est le second fils de l'union du roi Démétrius II de Géorgie (r. 1269-1289) et de l'épouse secondaire de celui-ci, la Mongole Sorgala.
Peu de choses sont connues sur la vie de Iadgar. On sait toutefois que sa vie reste proche de celle de son frère Bahadour et de sa mère. En effet, en 1289, lorsque son père est exécuté sous les ordres de l'ilkhan Arghoun, Iadgar quitte la Géorgie avec Sorgala et Bahadour pour rejoindre la « Tatarie ».
On ne sait pas ce qu'il advient des trois personnages par la suite.

## Autres

### Sources
- Marie-Félicité Brosset, Histoire de la Géorgie de l'Antiquité au XIXe siècle, Saint-Pétersbourg, 1849.
- Cyrille Toumanoff, Les dynasties de la Caucasie chrétienne de l'Antiquité jusqu'au XIXe siècle : Tables généalogiques et chronologiques, Rome, 1990, p. 138.